# Gustav Otto Müller

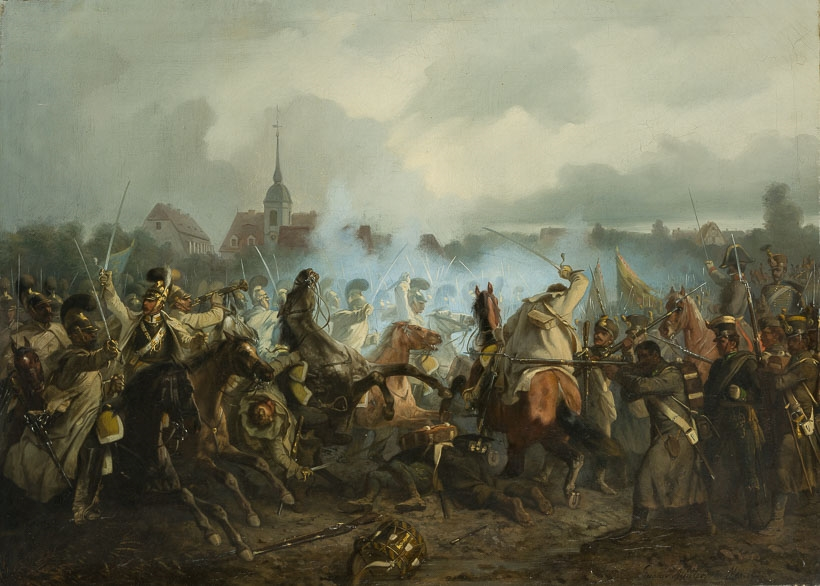
Schlacht bei Dresden 1813

Gustav Otto Müller (* 6. September 1827 in Dresden; † 21. Februar 1922 ebenda) war ein deutscher Militär-, Landschafts- und Genremaler, Kopist, Kunstpädagoge und Kunsthistoriker.
Müller studierte von 1842 bis 1846 an der Königlichen Akademie Dresden bei Ernst Friedrich August Rietschel, Julius Schnorr von Carolsfeld und Julius Hübner. Nach dem Studium war er zunächst als freischaffender Künstler und ab 1865 als Zeichenlehrer am königlichen Kadettenhaus Dresden tätig. Ab 1870 war er Inspektor und von 1908 bis 1910 Kustos der Königlichen Gemäldegalerie zu Dresden. Neben dem eigenen Schaffen kopierte er Meisterwerke der Dresdner Sammlung. In den 1850er Jahren besuchte er Italien.
1895 veröffentlichte er das Buch „Vergessene und halbvergessene Dresdner Künstler des vorigen Jahrhunderts“.
Gustav Otto Müller war mit Karl May befreundet.